# Église Saint-Pierre-le-Guillard de Bourges
L'église Saint-Pierre-le-Guillard est une église catholique située à Bourges, en France.

## Localisation
L'église est située dans le département français du Cher, sur la commune de Bourges.

## Historique
L'« ecclesia sancti Petri Jaillardi » est mentionnée dans une bulle du pape Alexandre III, en 1164, parmi les possessions du monastère Saint-Hippolyte à Bourges. Elle correspond à une église antérieure à celles que l'on peut voir. 
Gaspard Thaumas de La Thaumassière écrit dans l’Histoire de Berry qu'elle a été construite dans les années 1220. La tradition raconte que pendant le passage à Bourges de saint Antoine de Padoue, attesté entre 1225-1230, il aurait essayé de convertir un juif appelé Zacarie le Guyard, le Guiald ou Guillard, riche banquier de la ville, et que ce dernier aurait accepté que si sa mule famélique aurait refusé de manger de l'avoine pour adorer Jésus-Christ. Il se serait converti après que sa mule se soit inclinée devant le Saint Sacrement. Il aurait financé la construction et a fait consacrer l'église par l'archevêque de Bourges Simon de Sully,.
L'église a été pourvue de chapelles latérales au XVe siècle et d'une chapelle rayonnante supplémentaire.
Les voûtes du vaisseau central et du bas-côté nord se sont effondrées à une date inconnue. D'après Jacques Barge, « les arcs-boutants, mal placés, n'ont plus rempli leur rôle de contre-butement et un renversement général après rupture des voûtes du bas-côté nord a entraîné la ruine des voûtes hautes du mur gouttereau nord et des voûtes du bas-côté nord ». D'après l'abbé Rochereau, cet effondrement s'est produit à la suite de l'incendie de 1487 qui a réduit en cendres la moitié de la ville. Le mur nord de la nef a dû être reconstruit en modifiant son apparence et couvrant le vaisseau central avec une charpente apparente qui est encore en place. L'élévation méridionale est restée intacte.
Une seconde restauration date probablement du début du XVIe siècle avec la réalisation de la voûte actuelle de la nef et du chœur, cachant la charpente et entraînant une modification des fenêtres hautes du côté nord de la nef. D'après l'abbé Rochereau, c'est à cette époque qu'ont été construites les deux chapelles du Sacré-Cœur et des Trépassés qui forment une sorte de trans
La foudre tombe sur le clocher de l'église le 29 juin 1547. Le clocher de l'église est renversé par le vent le 22 décembre 1707. Une vue plongeante est reconstituée par J chen en 2017 .
En 1674, la quatrième chapelle latérale du bas-côté nord est transformée en sacristie, et renouvelée en 1744.
L'église est restaurée en 1827-1830 avec la reconstruction des arcs-boutants qui étaient dégradées, la reprise des voûtes et de cinq baies. Les bâtiments qui enfermaient l'église ont été détruits en 1851. Le retable datant du XVIIe siècle qui masquait le fond du sanctuaire est détruit en 1855

## Protection
L'église a été classée au titre des monuments historiques le 9 décembre 1929.

## Architecture

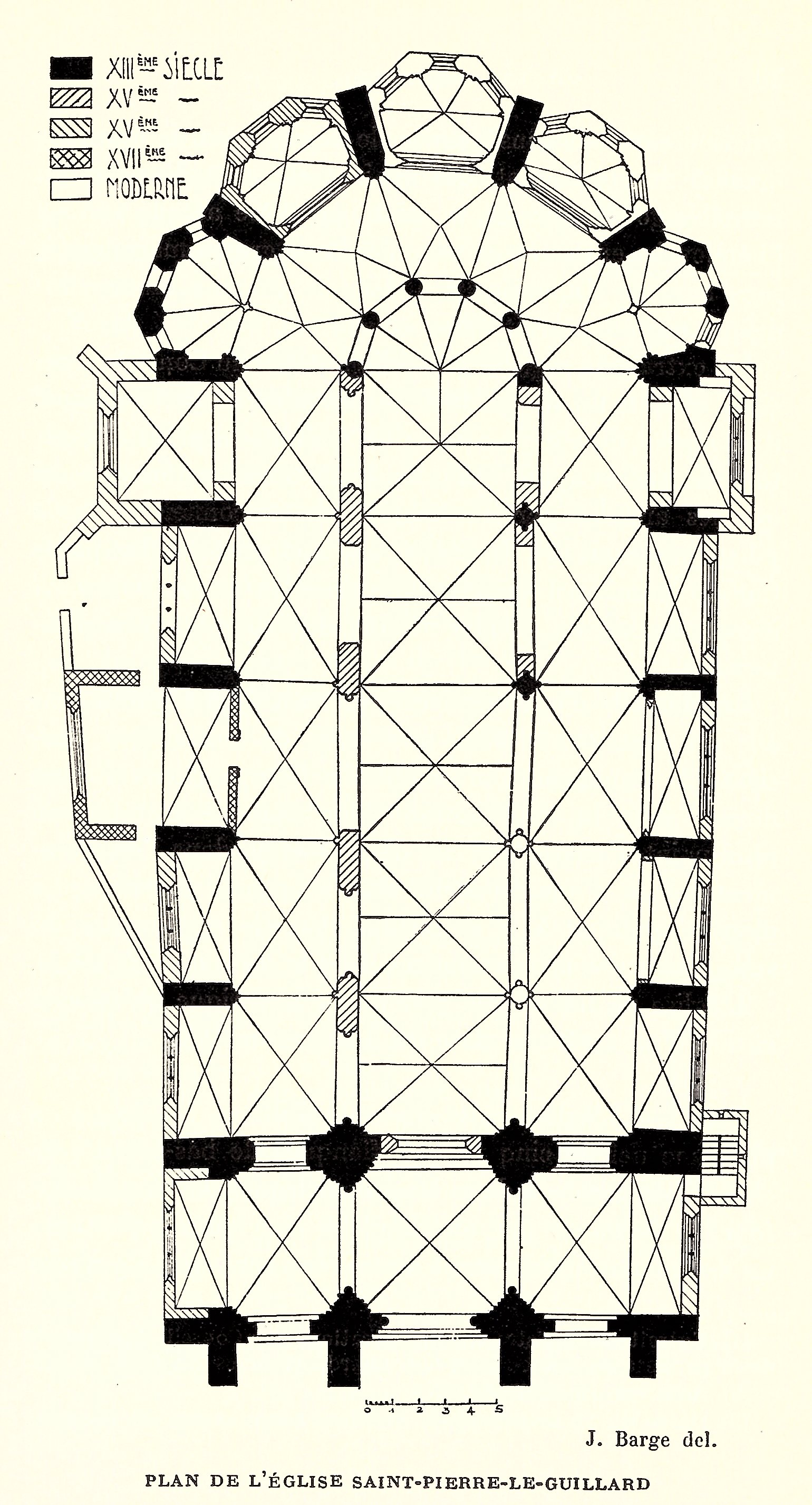
Vue en plan
(Congrès archéologique de France. Bourges. 1931)

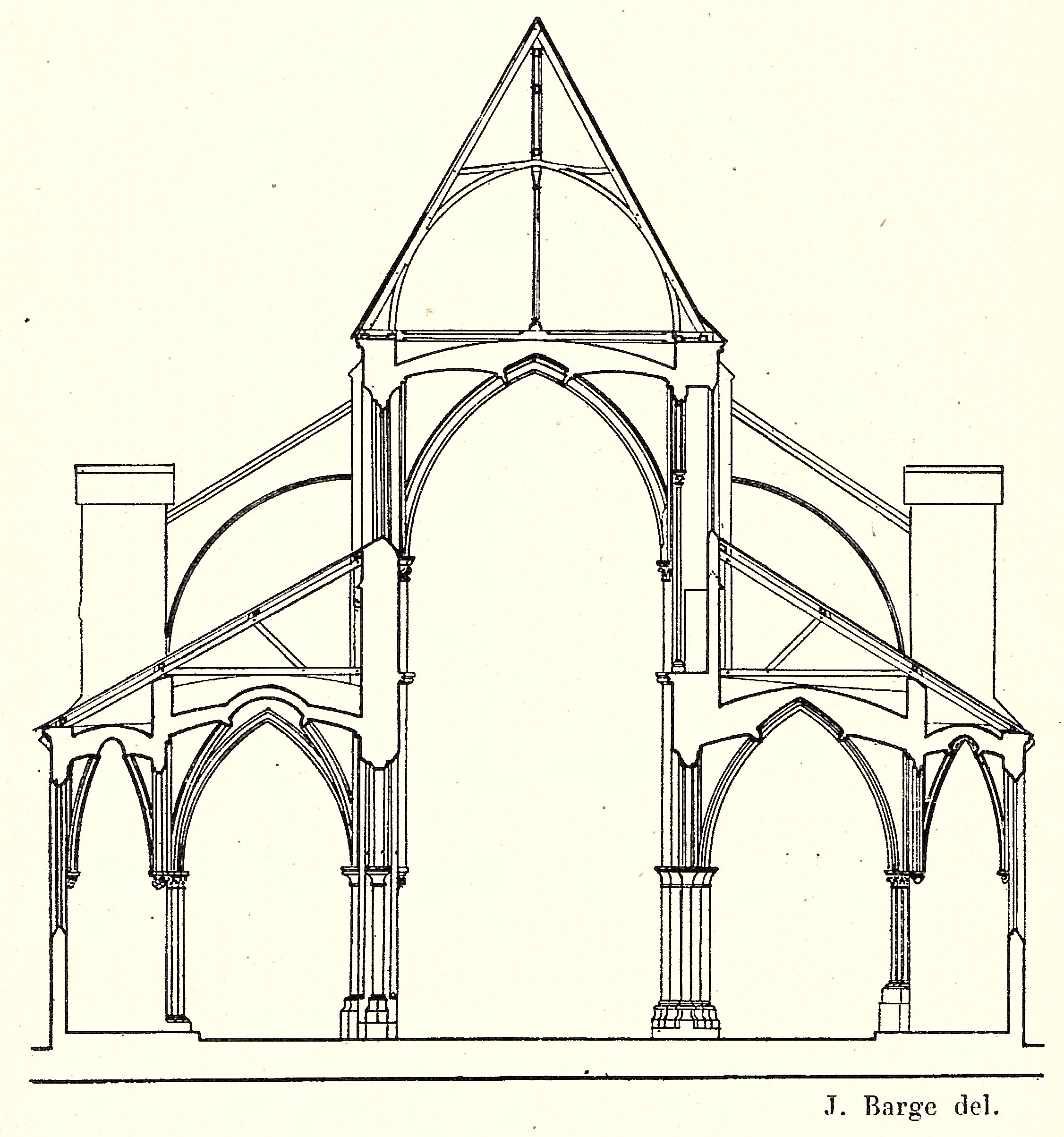
Coupe transversale
(Congrès archéologique de France. Bourges. 1931)

Comme la Cathédrale de Saint-Etienne dont elle est contemporaine, l'église Saint-Pierre-le-Guillard, est dépourvue de transept et possède un déambulatoire à chapelles rayonnantes. L'église comprend une nef centrale de cinq travées flanquée de bas-côtés, précédée d'un porche à deux étages surmonté d'une tour, terminée par un chevet à cinq pans entourant un déambulatoire.
Saint-Pierre-le-Guillard est l'une des rares églises gothiques du département (Cher). Comme pour la cathédrale Saint-Étienne, son plan est étranger au Berry. Elle a été rapidement construite et son style la rattache au deuxième quart du XIIIe siècle. Elle se rattache par certains détails aux écoles gothiques champenoise et bourguignonne :
- l'implantation des piles à l'entrée des chapelles latérales se retrouve en Champagne à la collégiale Notre-Dame-en-Vaux de Châlons-en-Champagne,
- la coursière au niveau supérieur dans une élévation de deux étages est usuelle en Champagne, en Bourgogne et en Normandie.

## Charpente

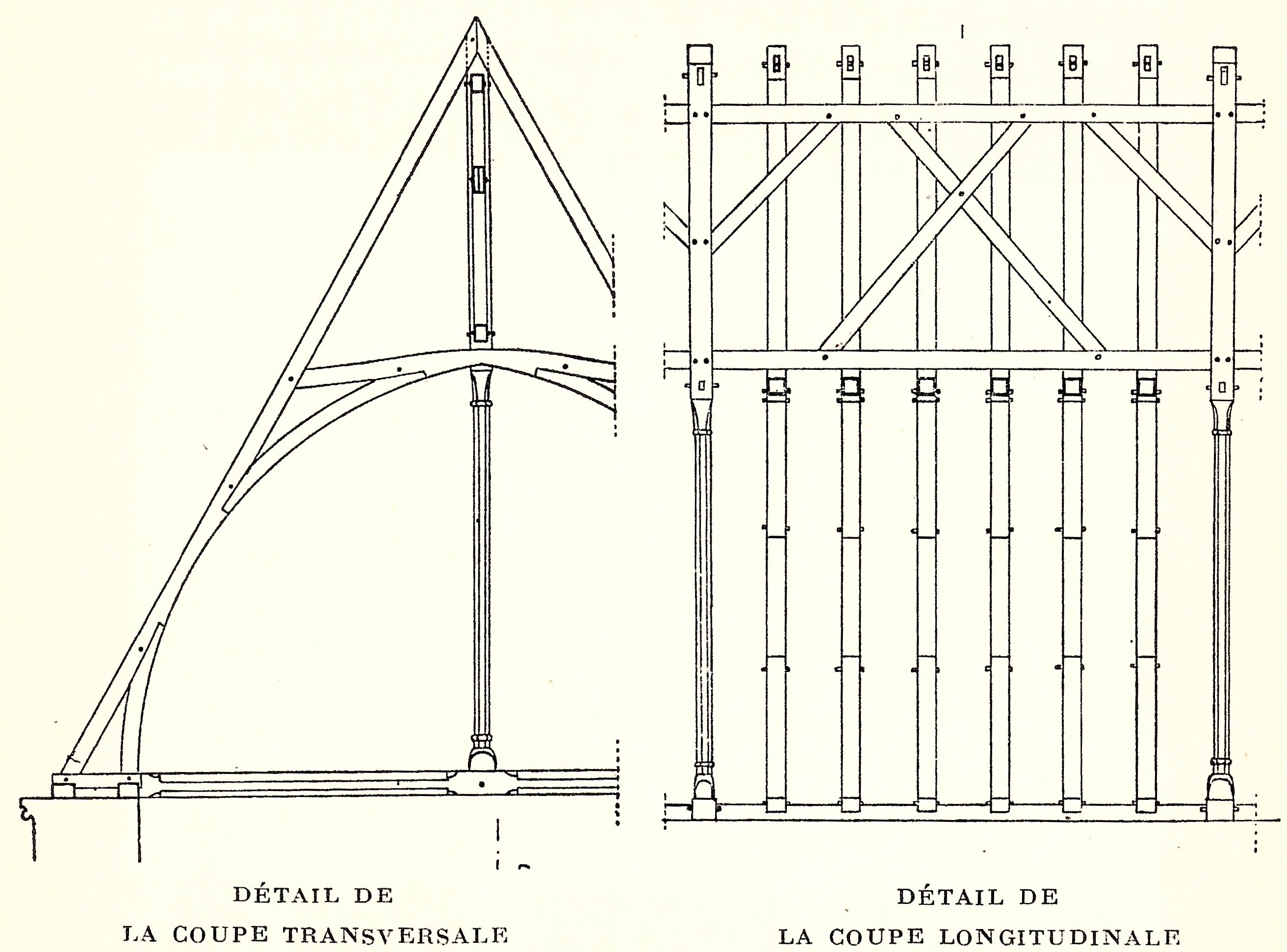
Vues de la charpente
(Congrès archéologique de France. Bourges. 1931)

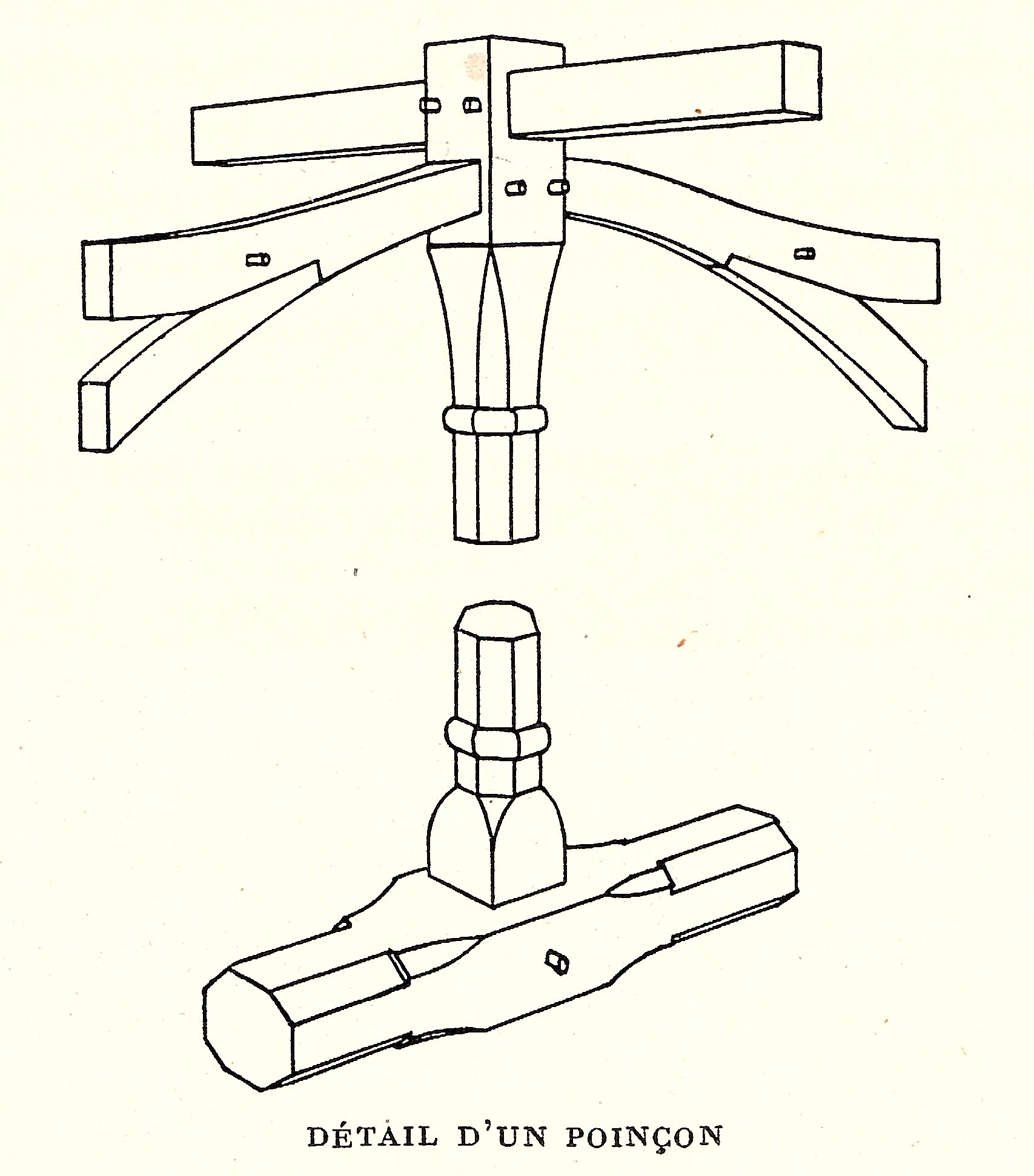
Détail du poinçon de la charpente
(Congrès archéologique de France. Bourges. 1931)

Jacques Barge a écrit que la charpente « se compose de deux systèmes nettement indépendants l'un de l'autre : un premier système comprend sept fermes avec poinçon et entrait, espacées de 4,50 m environ d'axe en axe, formant sept travées qui sont réunies par deux pannes, contreventées par des contrefiches et par une croix de saint André pour les trois dernières travées ; l'autre système est composé de chevrons portant ferme à raison de six environ par travée. Ce deuxième système n'était rendu solidaire du premier que par les sablières basses reposant sur le mur, les voliges et le lambris intérieur. De ce lambris, aujourd'hui disparu, on ne voit plus que les rangées de pointes. Les fermes retenues seulement par le voligeage sont à peu près toutes déversées, heureusement vers le clocher. Pour parfaire exactement la courbe du lambris sans affaiblir d'une façon exagérée les entraits relevés des chevrons portant ferme, on les a choisis dans des pièces de bois cintrées très régulièrement vers le faîtage. »

## Décoration
Les chapelles latérales ont conservé, pour l'essentiel, leur décor intérieur : bas-reliefs en pierre sculptée, peintures murales, tableau de l'école française du XVIIe siècle (Ascension), verrières de l'atelier Lobin (XIXe siècle).